# Chesterfield
Chesterfield este un oraș și un district nemetropolitan în comitatul Derbyshire, regiunea East Midlands, Anglia. Districtul are o populație de 100.879 locuitori, din care 70.260 locuiesc în orașul propriu zis Chesterfield.

## Orașe din cadrul districtului
- Chesterfield
- Staveley

## Personalități născute aici
- Robert Robinson (1886 - 1975), chimist, laureat Nobel pentru Chimie.